# マリアン・ドゥジアック
マリアン・アンジェイ・ドゥジアック（ポーランド語: Marian Andrzej Dudziak、1941年2月2日 - ）は、ポーランドの陸上競技選手。1964年東京オリンピックの銀メダリストである。

## 経歴
ドゥジアックは、短距離を得意とする選手で、1964年東京オリンピックでメジャー大会デビュー。100mでは2次予選で敗退してしまったものの、ポーランド代表として、アンドレイ・ジエリンスキ、ヴィエスラフ・マニアク、マリアン・フォイクとともに出場した4×100mリレーでは、39秒3の記録でフランスと同タイムとなったが、写真判定の末2位が確定し、銀メダルを獲得した。
1966年のヨーロッパ選手権では、200mに出場し、この大会優勝したフランスのロジェ・バンビュクよりも好タイムで決勝に進出したものの、決勝では10分の1秒差でバンビュクに敗れ銀メダルとなった。また、4×100mリレーでは予選のレース中、故障のためリタイアした。
1968年メキシコシティーオリンピックでは、東京大会に引き続き100mと4×100mリレーに出場。100mは前回と同じく2次予選で敗退。前回銀メダルの4×100mリレーでは、39秒2のタイムで決勝進出8チーム中最下位に終わった。
1971年のヨーロッパ選手権では4×100mリレーに出場。このレースでは、決勝に進出した8チームのうち3チームが失格。5チームしかゴールできなかったという荒れたレースとなった。チェコスロバキアの優勝は明らかであったが、2位のフランス、3位の東ドイツはともに、バトンパスに失敗しリレーゾーンをオーバー。ドゥジアックのいたポーランドは、幸運な銀メダルを獲得した。
ドゥジアックは、1972年ミュンヘンオリンピックへの出場も期待されたが、出場することはかなわなかった。
ドゥジアックは、競技活動と並行してポズナン工科大学で機械工学を学んでおり、1974年には博士号を取得した。

## 主な実績
| 年   | 大会                 | 場所                     | 種目         | 結果    | 記録  |
| ---- | -------------------- | ------------------------ | ------------ | ------- | ----- |
| 1964 | オリンピック         | 東京(日本)               | 100m         | 6位(qf) | 10秒5 |
| 1964 | オリンピック         | 東京(日本)               | 4×100mリレー | 2位     | 39秒3 |
| 1966 | ヨーロッパ陸上選手権 | ブダペスト(ハンガリー)   | 200m         | 2位     | 21秒0 |
| 1966 | ヨーロッパ陸上選手権 | ブダペスト(ハンガリー)   | 4×100mリレー | -       | DNF   |
| 1968 | オリンピック         | メキシコシティ(メキシコ) | 100m         | 5位(qf) | 10秒3 |
| 1968 | オリンピック         | メキシコシティ(メキシコ) | 4×100mリレー | 8位     | 39秒2 |
| 1971 | ヨーロッパ陸上選手権 | ヘルシンキ(フィンランド) | 4×100mリレー | 2位     | 39秒7 |

- qfは2次予選